# Rhoda Torres
Rhoda Torres es una actriz venezolana. En 2002 participó en el programa de televisión Bienvenidos, del canal Televen, y ha sido actriz de televisión tanto en Venezuela como en Estados Unidos por varios años.Una de sus participaciones más recientes fue la obra teatral "¿Dónde está Marilyn?", que protagonizó en dos ediciones en Venezuela y en 2016 en el Paseo Las Artes de Doral, Florida, Estados Unidos.

## Vida personal
La hermana de Rhoda, Milena Torres, también es actriz y cantante y ha participado en producciones como El Club de los Tigritos, Jugando a ganar, Atómico, Rugemanía, Mi Gorda Bella e Isa TKM. En 2024 denunció que su hijo, Jonathan Torres, fue detenido el 27 de octubre y ha sido sujeto a una desaparición forzada en Venezuela, luego de vivir por diez años en Estados Unidos y tras regresar. Para febrero de 2025, Jonathan tenía más de 100 días sin conocerse su paradero.